# Шерм-Дабба
Шерм-Дабба́ — бухта, розташована в східній частині затоки Акаба Червоного моря. Розташована в межах Саудівської Аравії. В гирлі, з північного боку, знаходиться пристань.
| Саудівська Аравія | Це незавершена стаття з географії Саудівської Аравії. Ви можете допомогти проєкту, виправивши або дописавши її. |